# Ishikari-gawa
Pour les articles homonymes, voir Ishikari (homonymie).
Le fleuve Ishikari (石狩川, Ishikari-gawa) est le plus long cours d'eau de l'île de Hokkaidō et le troisième du Japon. C'est le second par l'étendue de son bassin versant.

## Géographie
Le fleuve Ishikari prend sa source au mont Ishikari 1 967 m d'altitude, sur la commune de Kamikawa et traverse les grandes villes de Asahikawa et Sapporo.
Ses principaux affluents sont la Chūbetsu-gawa, l'Uryū-gawa, la Sorachi-gawa et la Toyohira-gawa. Elle ne se jette dans la mer du Japon que depuis 40 000 ans, auparavant elle rejoignait l'océan Pacifique au niveau de Tomakomai. Mais les laves des volcans de Shikotsuko ont barré son cours et l'ont détournée vers la côte ouest de Hokkaidō.
Le fleuve Ishikari se jette dans la mer du Japon dans la baie d'Ishikari, à l'est d'Otaru, une des principales villes de Hokkaido.
Le nom Ishikari signifie dans la langue aïnoue la « rivière sinueuse ». Effectivement, le fleuve formait de nombreux méandres dans la plaine d'Ishikari, au point qu'il était aussi long que le fleuve Shinano, le plus long fleuve du Japon. De nombreux travaux ont fini par réduire sa longueur de 100 km en laissant de nombreux bras morts.
Les paysages, le climat et les activités humaines, en particulier la vie très dure des agriculteurs au début du XXe siècle, sont décrites dans le roman Le Propriétaire absent publié en 1929 par l'écrivain japonais Takiji Kobayashi, à une époque où le Japon s'efforçait de renforcer la colonisation de l'île de Hokkaido en en développant l'agriculture et l'industrie.